# Liolaemus vulcanus
Liolaemus vulcanus — вид ігуаноподібних ящірок родини Liolaemidae. Ендемік Аргентини.

## Поширення і екологія
Liolaemus vulcanus мешкають в горах на півдні провінції Сальта і на півночі провінції Катамарка. Вони живуть на високогірних луках пуна, серед скель. Зустрічаються на висоті від 3500 до 4600 м над рівнем моря. Є всеїдними і живородними.